# 漳州支线铁路

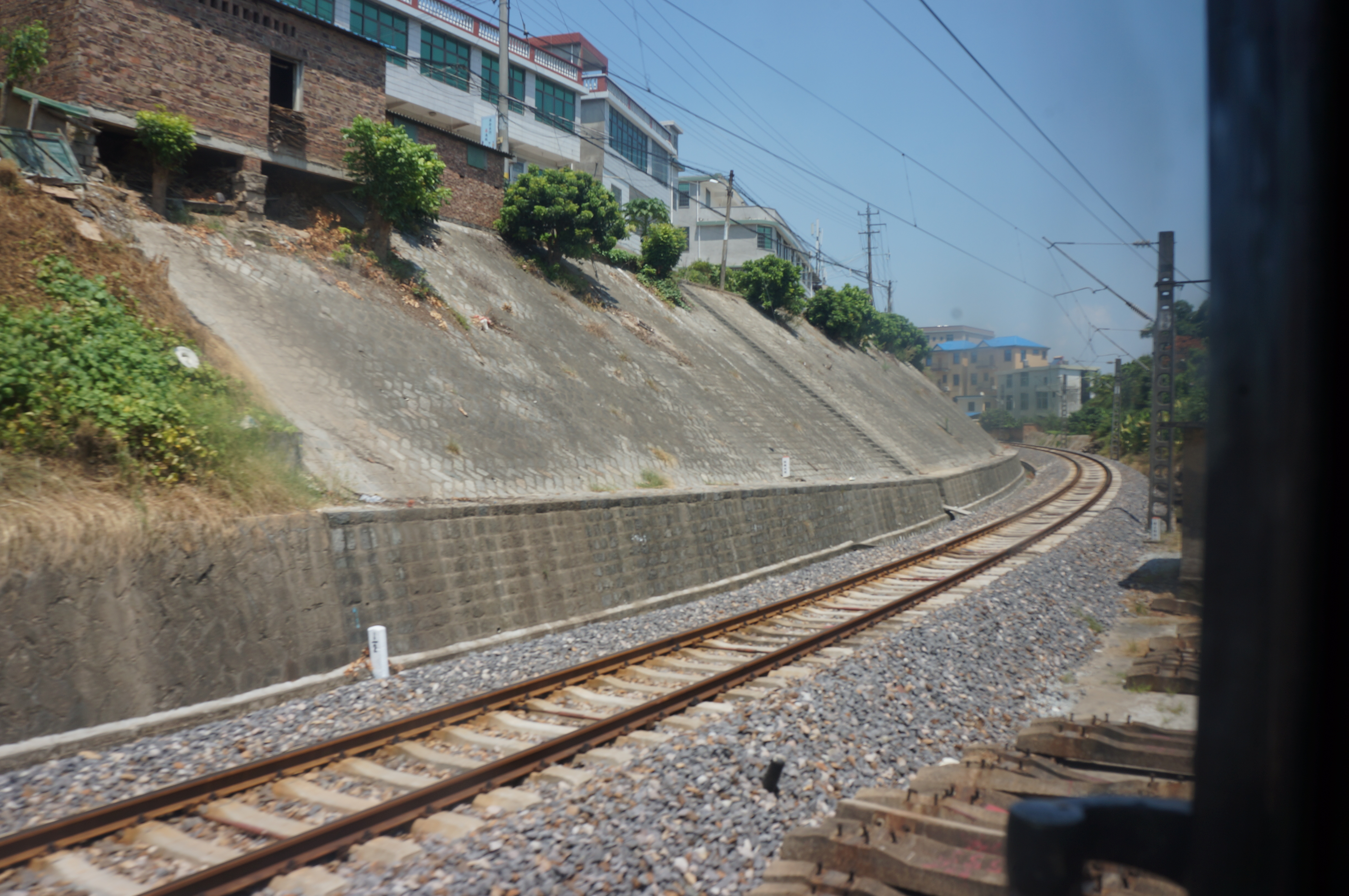
漳州支线自漳州东站出岔（2017年8月）

漳州支线铁路是位于中国福建省漳州市的一条货运支线铁路，建于1956年，供列车由漳州城外的郭坑站（今漳州东站）开往靠近城区的漳州站（今漳州北站）。曾經许多厦门起迄的鹰厦铁路列车都会在经过郭坑时經该支线进漳州站，然后再原路返回郭坑站，后因铁路提速客车直接从漳州东站通过。2005年起漳州支线不再办理客运业务，现实际仅办理货运业务。